# Henry Enfield Roscoe

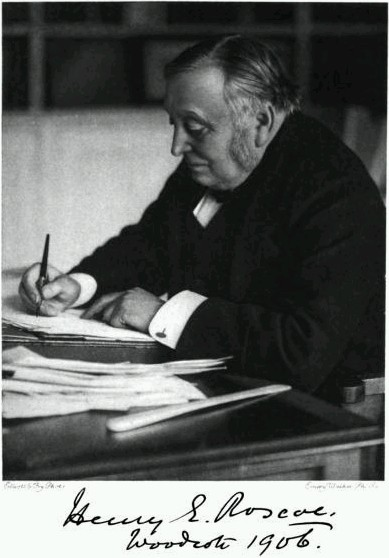
Henry Enfield Roscoe.

Henry Enfield Roscoe (7 de enero de 1833 - 18 de diciembre de 1915) fue un químico inglés, nacido en Londres.

## Biografía
Tras sus estudios en Liverpool y en el University College de Londres, se marchó a Heidelberg en Alemania para trabajar con Robert Bunsen, con quien trabaría un amistad de por vida. En 1857 fue nombrado jefe de química en el Owens College en Mánchester, puesto en el que permaneció por 30 años. Entre 1896 y 1902 fue el vicecanciller de la Universidad de Londres. Sus trabajos científicos incluyen una destacada serie de estudios junto con Bunsen entre 1855 y 1862, en los que sentaron las bases de la fotoquímica comparativa. En 1867 dio inicio a una elaborada investigación del vanadio (eritronio) y sus compuestos e inventó un método para prepararlo de manera pura en estado metálico. también realizó contribuciones notables para el estudio del niobio, del tungsteno, del uranio, del ácido perclórico, de la solubilidad del amoniaco, etcétera. Sus publicaciones incluyen varios libros traducidos a muchas lenguas extranjeras y que, en su época, fueron obligados libros de texto.